# 法语国家及地区国际组织成员列表

高亮部分爲成員國

本表陳列了法语国家及地区国际组织的组成成员，这些成员根据参与程度不同分别成員、準成員和觀察員。同时，成员本身性质也不相同，包括国家和地区政府。截至2018年初，该组织共有54个成员国或地区，7個準會員國家或地區，27个观察员国或地区，共88个成员国家或政府。目前观察员泰国因国内军事政变，被暂停资格。